# Campeonato Mundial de Ciclismo BMX de 1999
El IV Campeonato Mundial de Ciclismo BMX se celebró en Vallet (Francia) entre el 22 y el 25 de julio de 1999 bajo la organización de la Unión Ciclista Internacional (UCI) y la Federación Francesa de Ciclismo.

## Resultados

### Masculino
| Evento  | Oro                            | Plata                      | Bronce                          |
| ------- | ------------------------------ | -------------------------- | ------------------------------- |
| Carrera | Robert de Wilde · Países Bajos | Christophe Lévêque Francia | Mario Andrés Soto · Colombia    |
| Cruiser | Christophe Lévêque Francia     | Thomas Allier Francia      | Jason Richardson Estados Unidos |

### Femenino
| Evento  | Oro                   | Plata                         | Bronce                   |
| ------- | --------------------- | ----------------------------- | ------------------------ |
| Carrera | Audrey Pichol Francia | Dagmara Poláková · Eslovaquia | Tatjana Schocher · Suiza |

## Medallero
| Núm. | País           | Oro | Plata | Bronce | Total |
| ---- | -------------- | --- | ----- | ------ | ----- |
| 1    | Francia        | 2   | 2     | 0      | 4     |
| 2    | Países Bajos   | 1   | 0     | 0      | 1     |
| 3    | Eslovaquia     | 0   | 1     | 0      | 1     |
| 4    | Colombia       | 0   | 0     | 1      | 1     |
| 4    | Estados Unidos | 0   | 0     | 1      | 1     |
| 4    | Suiza          | 0   | 0     | 1      | 1     |
|      | TOTAL          | 3   | 3     | 3      | 9     |